# Port Aransas
Port Aransas – miasto w Stanach Zjednoczonych, w stanie Teksas, w hrabstwie Nueces, na przedmieściach Corpus Christi, nad Zatoką Meksykańską.